# Fucus
Fucus es un género de algas pardas (clase Phaeophyceae) que se encuentra en las zonas intermareales de las costas rocosas. El fuco es muy común en las costas atlánticas de Europa y Norteamérica. 

## Descripción y ciclo vital
El talo es perenne y se une a la roca mediante un pie discoide. La porción erecta del talo es dicotómica o ramificada subpennadamente, aplanada y con una nervadura central. Las vesículas llenas de gas (neumatocistos) se presentan en pares en algunas especies, a ambos lados del de la nervadura central. La base del talo toma forma de estipe debido a la abrasión del tejido lateral a la nervadura central. La gametangia se desarrolla en conceptáculos incrustados en receptáculos en los apices de las ramificaciones finales. Pueden ser monoicos o dioicos.
Estas algas tienen un ciclo de vida relativamente simple y producen un solo tipo de talo, que crece a un tamaño máximo de 2 metros. Las cavidades fértiles, los conceptáculos, que contienen las células reproductoras están contenidas en receptáculos cerca de los extremos de las ramas. Después de la meiosis, se producen y liberan oogonios y anteridios, a continuación se produce la fertilización y el zigoto se desarrolla directamente en la planta diploide. Este ciclo de vida puede considerarse análogo al de las plantas con flores, pero en las algas, los oogonios son liberados y fecundados en el mar, mientras que en las plantas con flores, los óvulos son fertilizados mientras permanecen en la planta madre y después son liberados como semillas.

## Especies
Dentro del género Fucus destacan tres especies:
- Fucus serratus (con borde aserrado).
- Fucus spiralis (enrollada en espiral).
- Fucus vesiculosus (presenta vesículas de gas).

## Usos

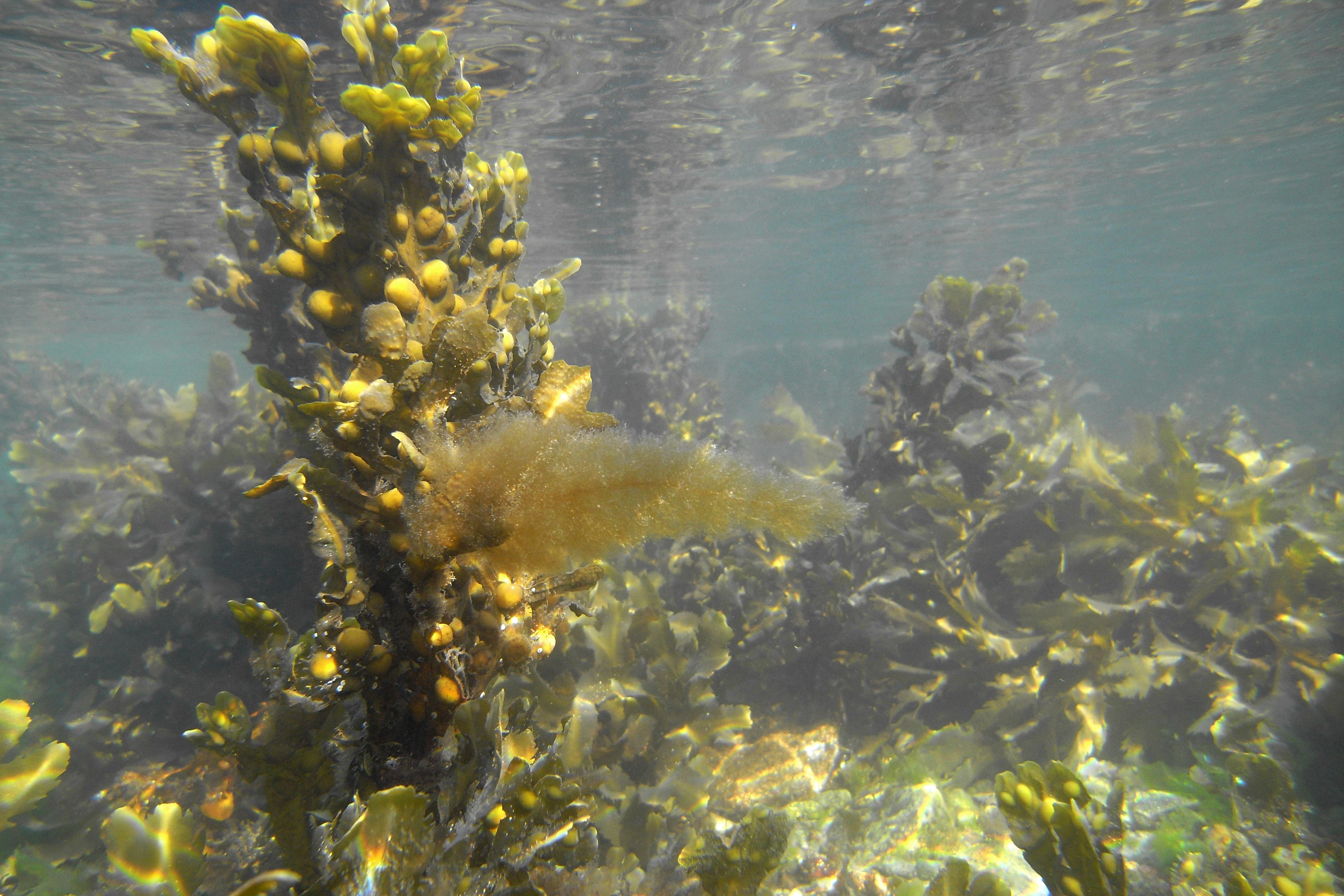
Bosque de Fucus

Fucus vesiculosus es un alga que se encuentra en las costas del Mar del Norte, el Mar Báltico occidental, y los océanos Atlántico y Pacífico. Fue la fuente original de yodo, descubierto en 1812, que se utilizaba para tratar el bocio, una enfermedad de la glándula tiroides causada por deficiencia de ese elemento. En los años 1860, se afirmaba que era un estimulante de las tiroides, podía contrarrestar la obesidad incrementando la tasa metabólica, y desde entonces, ha sido empleada en muchos remedios para la pérdida de peso.

## Galería

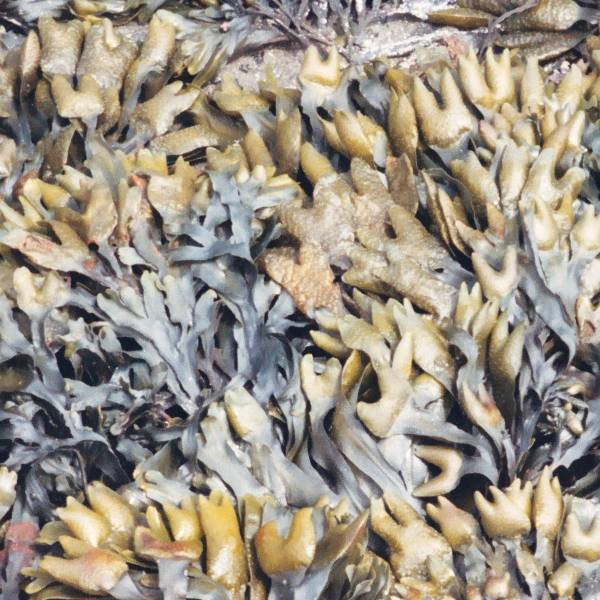
F. distichus
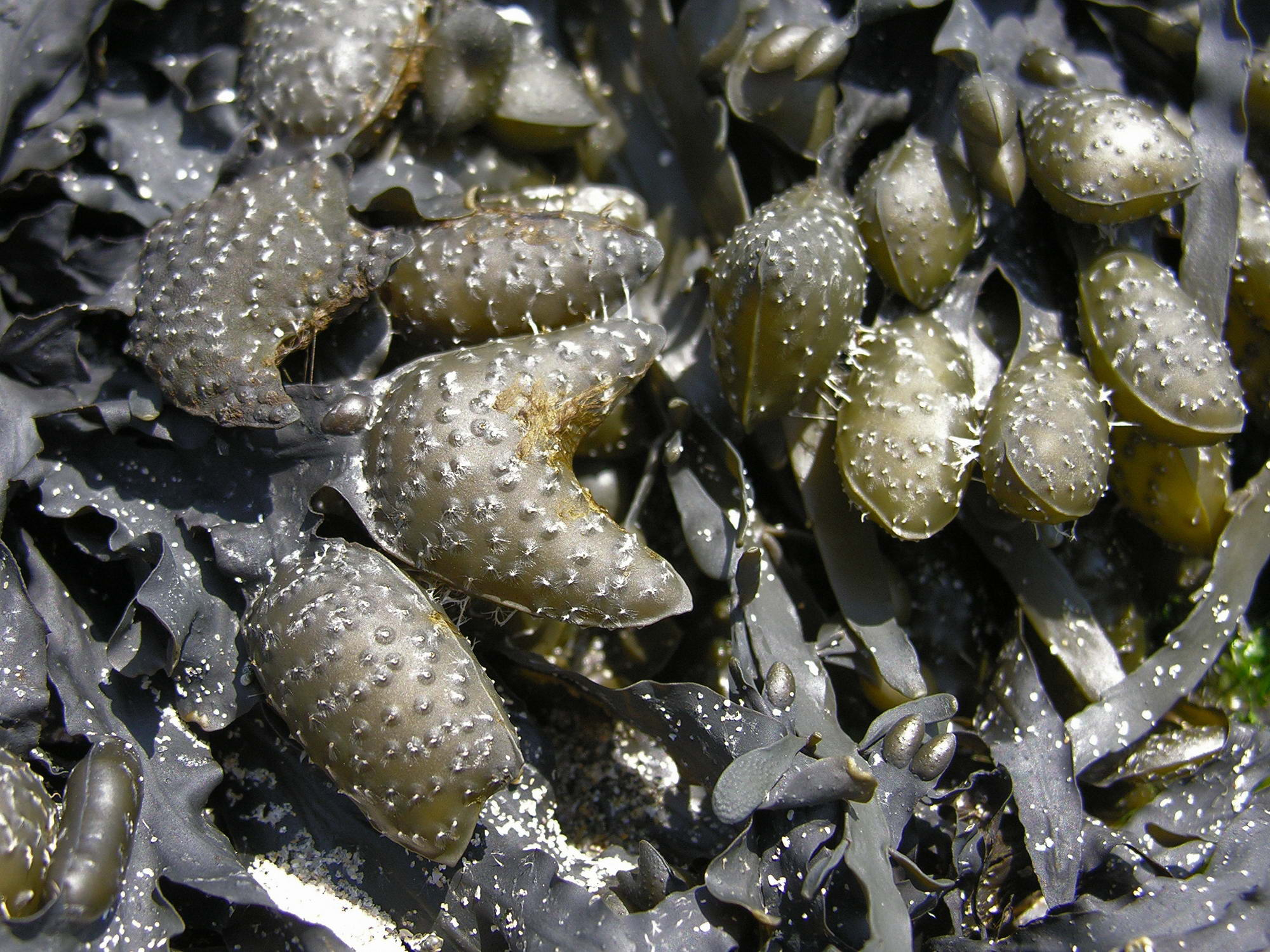
F. spiralis
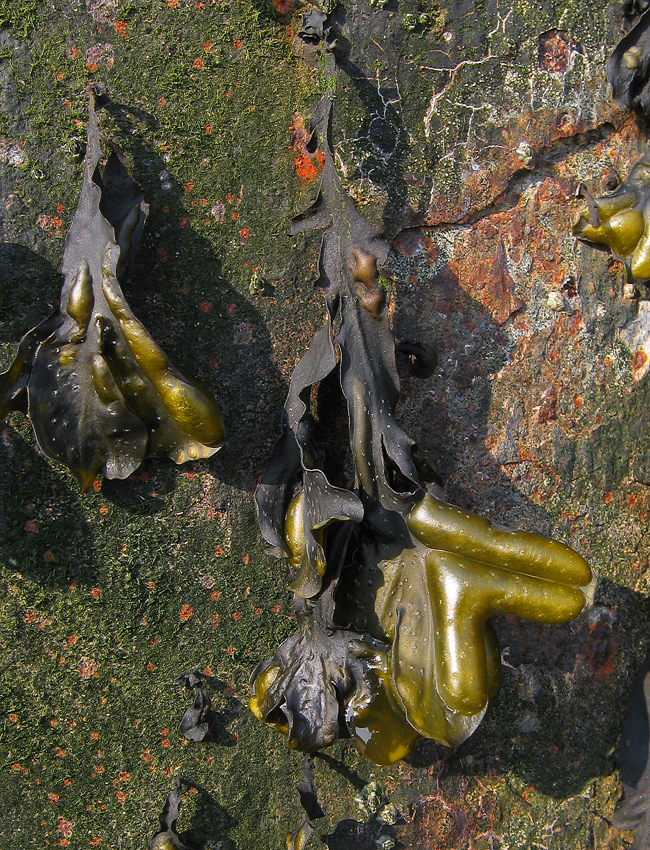
F. spiralis
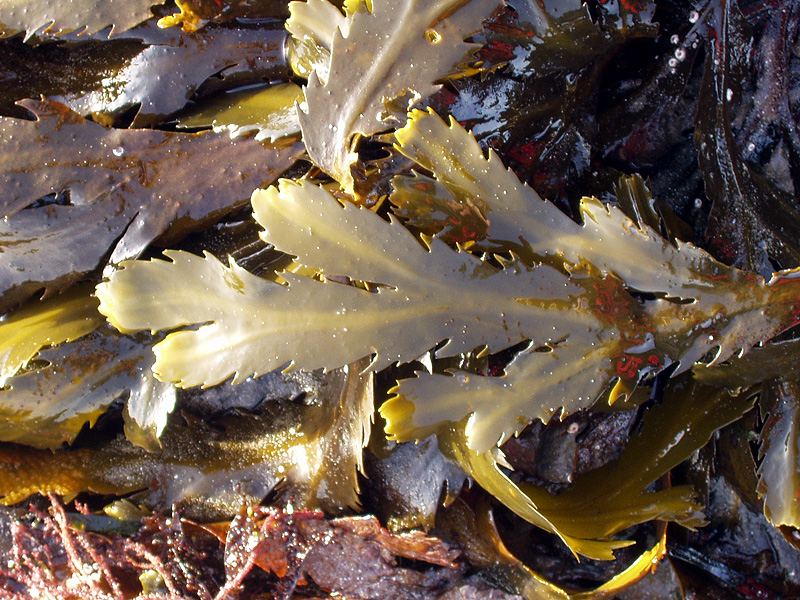
F. serratus
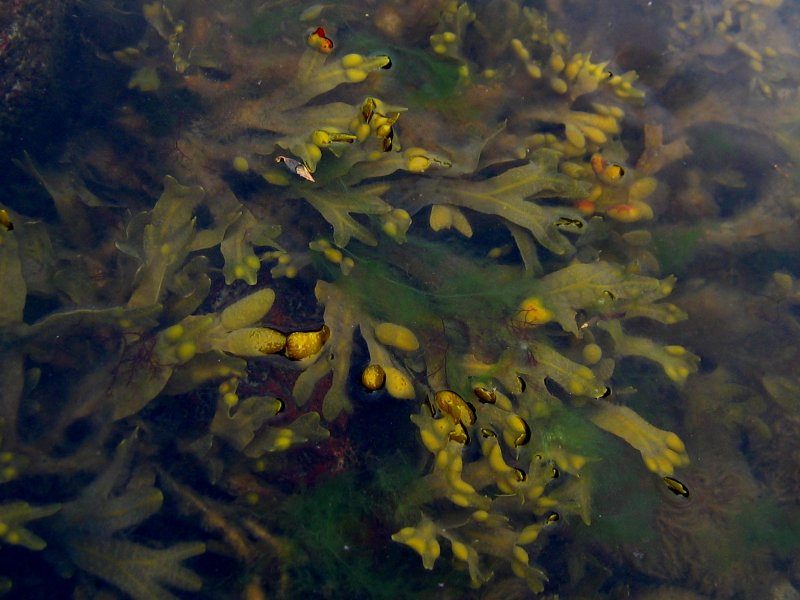
F. vesiculosus
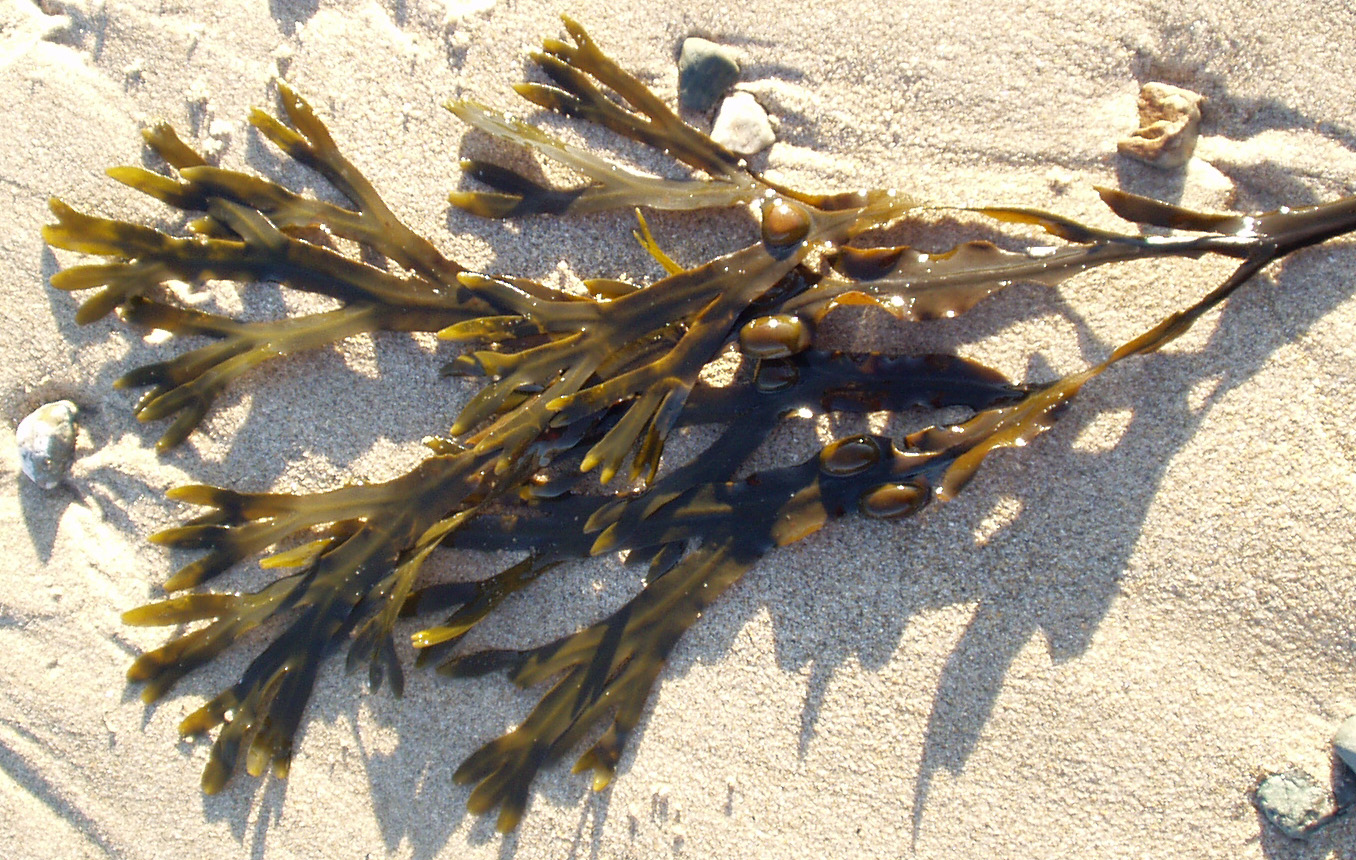
F. vesiculosus
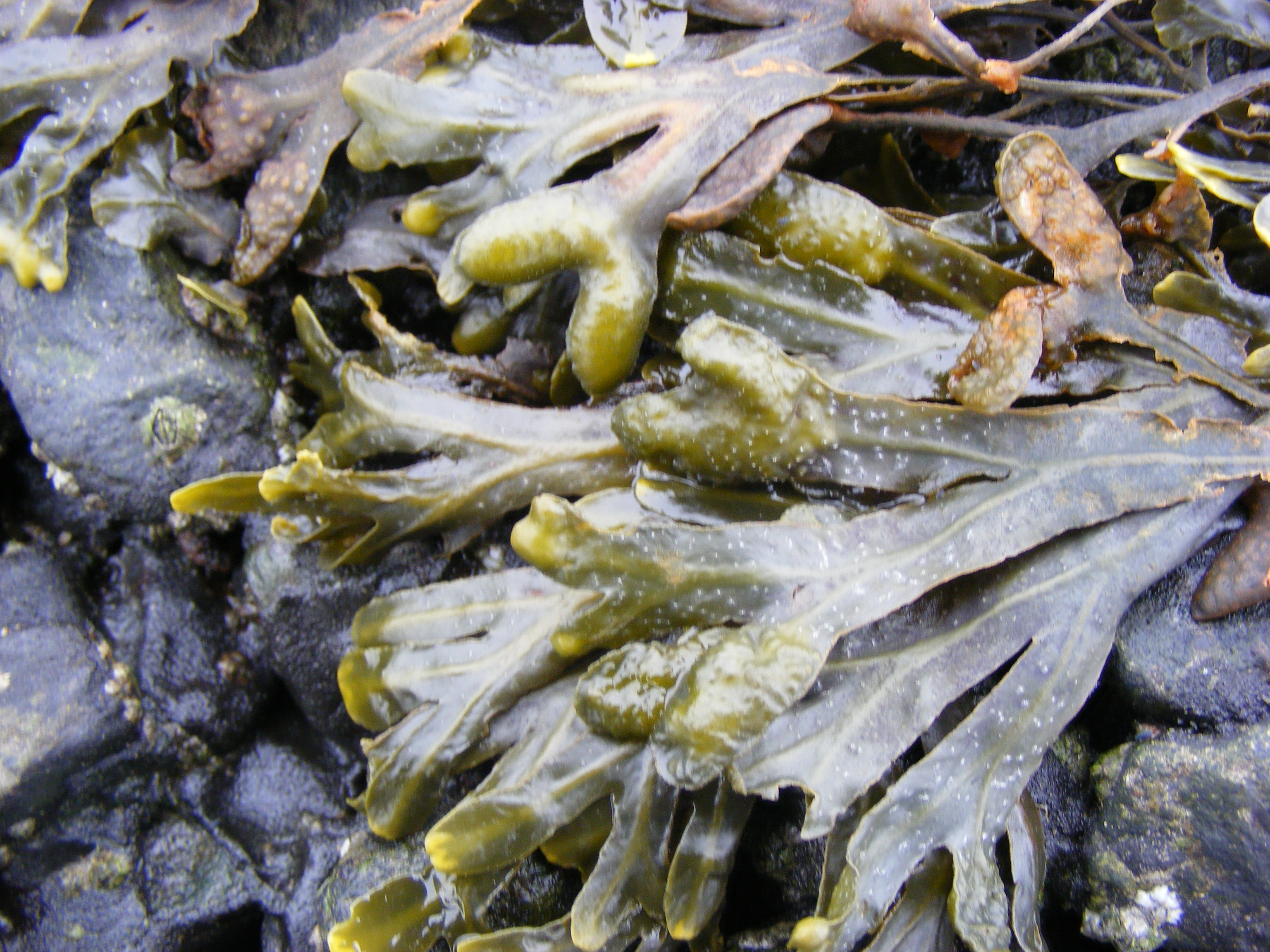
F. vesiculosus
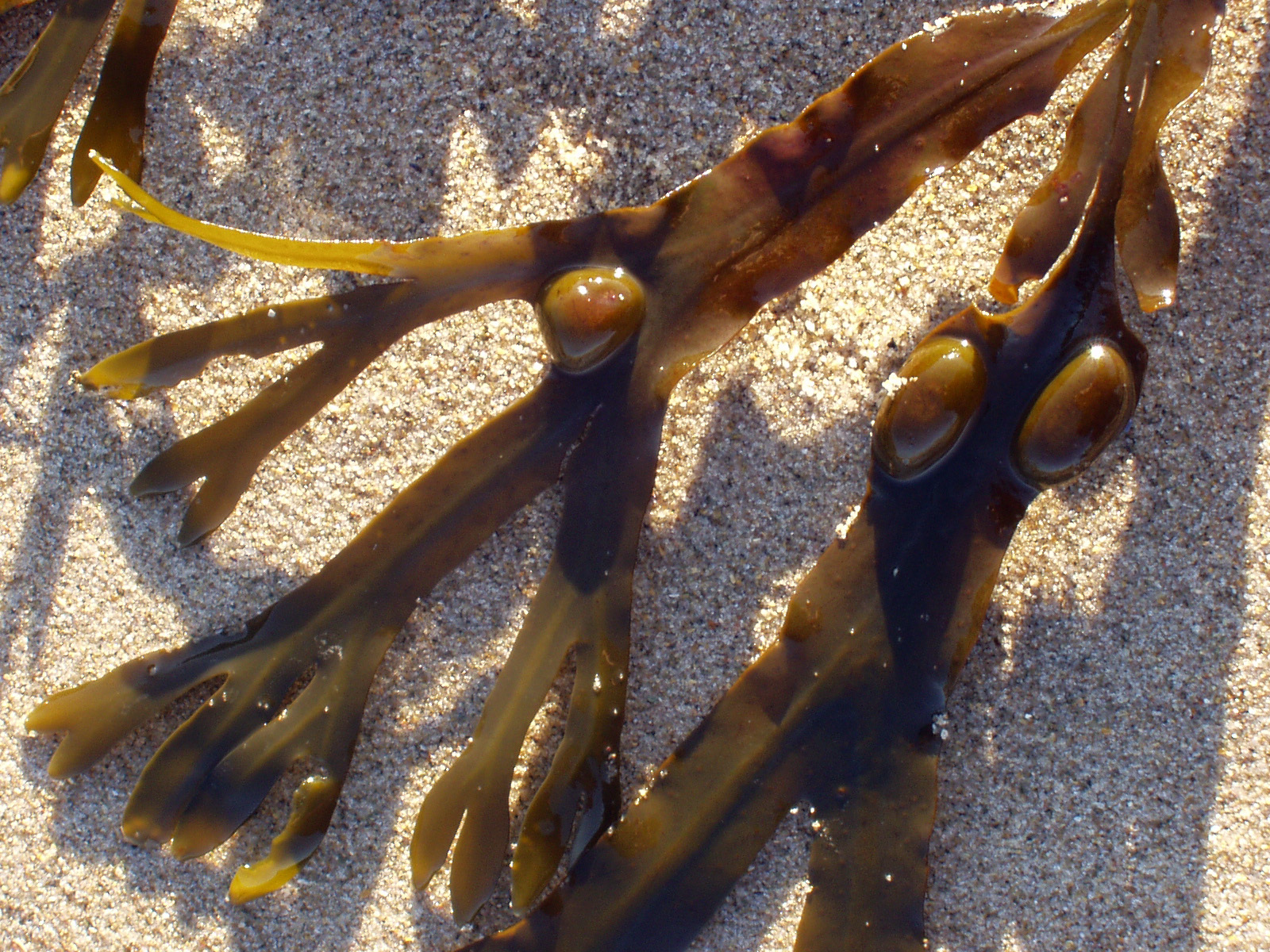
F. vesiculosus